# Stanley Choi
Stanley Choi (* 23. März 1968 in Hongkong) ist ein chinesischer Unternehmer und Pokerspieler aus Hongkong.

## Persönliches
Choi arbeitet als Investor. Er gründete das Unternehmen Yunfeng Capital und war einer der größten Aktionäre der Simsen International Financial Group. Choi engagiert sich zudem im Naturschutz. Er lebt in Hongkong.

## Pokerkarriere
Choi nimmt gelegentlich an renommierten Live-Turnieren mit hohem Buy-in teil.
Ende August 2012 gewann der Chinese das High Stakes Challenge Super High Roller in Macau, das ein Buy-in von umgerechnet rund 250.000 US-Dollar erforderte. Dafür setzte er sich gegen 72 andere Spieler durch und erhielt eine Siegprämie von umgerechnet knapp 6,5 Millionen US-Dollar. Im November 2015 belegte er beim High-Roller-Event der Asia Championship of Poker in Macau den zweiten Platz und sicherte sich rund 400.000 US-Dollar. Mitte August 2017 wurde Choi beim Super High Roller der PokerStars Championship in Barcelona Achter und erhielt dafür über 150.000 Euro Preisgeld. Seine bis dato letzte Live-Geldplatzierung erzielte er Anfang März 2019 bei der Triton Poker Series auf Jejudo.
Insgesamt hat sich Choi mit Poker bei Live-Turnieren mehr als 7,5 Millionen US-Dollar erspielt und ist damit nach Elton Tsang und Daniel Tang der dritterfolgreichste Pokerspieler aus Hongkong.